# Ciclo formativo
En España hasta la entrada en vigor y el desarrollo de la LOGSE - Ley Orgánica del Sistema Educativo (Ley 1/1990 de 3 de octubre, B.O.E. de 4 de octubre de 1990), se impartió la Formación Profesional regulada por la Ley 14/1970 (Ley General de Educación), que estaba estructurada en dos grados y tenían un total de cinco cursos académicos. 
El Real Decreto 676/1993, de 7 de mayo (B.O.E. de 22 de mayo), es el que fijó los aspectos básicos del currículo que ha de constituir las enseñanzas mínimas de la Formación Profesional Específica, tanto de Grado Medio como de Grado Superior. A partir de su entrada en vigor se empezaron a impartir los ciclos formativos, de ambos grados, organizándose la Formación Profesional Específica en Familias Profesionales. Este cambio en la enseñanza exige una mayor disponibilidad de medios técnicos y va dirigida a alumnos que en poco tiempo (entre cuatro y seis trimestres) han de adquirir los conocimientos y habilidades necesarias para su incorporación al mundo laboral. 
Para poder empezar a cursar cualquier ciclo formativo de grado medio se ha de haber superado la Enseñanza Secundaria Obligatoria (E.S.O.); pero para aquellas personas que no tengan este nivel mínimo, existen los Programas de Garantía Social, que son programas de formación para jóvenes que no tienen cualificación profesional, cuyo objetivo es proporcionar una formación básica para que puedan realizar una serie de tareas especificadas. Normalmente, la duración de estos programas oscila entre 720 y 1800 horas de formación distribuidas entre 26 y 30 horas semanales. 
Para poder cursar un ciclo formativo de grado superior se debe haber superado el Bachillerato, pero para aquellas personas que no gozan de dicho título existe la opción de realizar la Prueba de Acceso a Grado Superior, que conforman la parte común (que consta de alguna lengua extranjera, Lengua Castellana, Literatura y Matemáticas) y la parte específica que varía según la modalidad de ciclo formativo elegido, pero dicha parte se puede convalidar con un título de ciclo formativo de grado medio de la familia de ciclo formativo que se vaya a realizar posteriormente.
Los plazos de inscripción para la Prueba de Acceso a Grado Superior, las fechas de realización y los requisitos varían entre comunidades autónomas.
Todos los ciclos formativos tienen en común un módulo, el de Formación en Centros de Trabajo (F.C.T.), que hace que los alumnos tomen contacto con el mundo laboral real.

## Modalidades de los ciclos formativos
Los ciclos formativos pueden presentarse con varias modalidades:
- Ciclos formativos presenciales
- Ciclos formativos semipresenciales
- Ciclos formativos a distancia